# Dołhe Morszyńskie
Dołhe Morszyńskie (ukr. Довге-Моршинське; ros. Довге-Моршинское) – przystanek kolejowy w miejscowości Dołhe, w rejonie stryjskim, w obwodzie lwowskim, na Ukrainie.